# Protichneumon similatorius
Protichneumon similatorius là một loài tò vò trong họ Ichneumonidae.